# Trichaeta borealis
Trichaeta borealis är en fjärilsart som beskrevs av Rothschild 1912. Trichaeta borealis ingår i släktet Trichaeta och familjen björnspinnare. Inga underarter finns listade i Catalogue of Life.